# Warren (Australia)
Warren – miasto w Australii, w stanie Nowa Południowa Walia.